# Čertí kopeček
Čertí kopeček (433 m n. m.) je vrch a vyhaslá sopka v okrese Jablonec nad Nisou Libereckého kraje. Leží při jižním okraji obce Koberovy na stejnojmenném katastrálním území. Vrch je součástí CHKO Český ráj.

## Popis
Pyroklastika Čertího kopečku jsou odkryta v několika drobných lůmcích na vrcholu tohoto malého, přesto ale nápadného kopečku.

## Geomorfologické zařazení
Vrch náleží do celku Jičínská pahorkatina, podcelku Turnovská pahorkatina, okrsku Turnovská stupňovina a okrsku Rovenská brázda .

## Přístup
Vršek je snadno dostupný z Koberov. Automobilem lze přijet přímo k němu.